# 新妙湖
新妙湖是一个位于中国江西省都昌县的湖泊，面积约为36平方千米。